# Ласи: Едно невероятно приключение
„Ласи: Едно невероятно приключение“ (на немски: Lassie – Ein neues Abenteuer; на английски: Lassie – A New Adventure) е немски семеен филм от 2023 г. на режисьора Хано Олдердисен, а сценарият е на Андреас Кордес.
Той е продължение на „Ласи се завръща у дома“ (2020). Филмът излиза по кината в Германия на 27 юли 2023 г.

## „Ласи: Едно невероятно приключение“ в България
В България филмът излиза по кината на 13 октомври 2023 г. от „Про Филмс“. Трейлърът е пуснат на 15 септември 2023 г. по време на първите прожекции на „Щъркелчето Ричард 2: Тайната на Великият камък“.

### Нахсинхронен дублаж
| Роля           | Изпълнител          |
| -------------- | ------------------- |
| Флориан        | Даниела Йорданова   |
| Хенри          | Йорданка Илова      |
| Даниела        | Йорданка Илова      |
| Клео           | Нина Гавазова       |
| Бианка Щенберг | Нина Гавазова       |
| Леля Козима    | Десислава Знаменова |
| Герхард        | Христо Узунов       |
| Стефано        | Росен Русев         |
| Ван де Ойфел   | Николай Николов     |
| Други гласове  | Марио Иванов        |
| Други гласове  | Виктор Иванов       |

| Обработка           | студио „Про Филмс“                 |
| ------------------- | ---------------------------------- |
| Режисьор на дублажа | Анна Тодорова                      |
| Тонрежисьори        | Детелина Ралчевска Станислав Донев |
| Преводач            | Димана Воденичарска                |